# Coupe continentale masculine de beach-volley 2010-2012 (Amérique du Sud)
10 pays se disputent la place qualificative pour les Jeux olympiques 2012.

## Pays participants
- Argentine
- Bolivie
- Brésil
- Chili
- Colombie
- Équateur
- Paraguay
- Pérou
- Uruguay
- Venezuela

## Format de la compétition
| Phase de sous-zone           | 5 groupes de 2 équipes Matches simples - Vainqueur : Phase de zone - Perdant : éliminé |
| Phase de zone                | 1 groupe de 5 équipes Round robin simple - 1er -2e : Finale continentale - 1er avec moins de 2 paires qualifiées : Finale de qualification - 2e - 3e avec moins de 2 paires qualifiées : Demi-finale de qualification - 4e - 5e : éliminés |
| Demi-finale de qualification | 2 équipes Match simple - Vainqueur : Finale de qualification - Perdant : Tournoi international de qualification olympique |
| Finale de qualification      | 2 équipes Match simple - Vainqueur : Qualifié pour les JO et Finale continentale - Perdant : Tournoi international de qualification olympique                                                                                              |
| Finale continentale          | 2 équipes Match simple - Vainqueur : Finale mondiale |

## Sous-zone

### Composition des groupes
| Groupe A          | Groupe B       | Groupe C        | Groupe D         | Groupe E        |
| ----------------- | -------------- | --------------- | ---------------- | --------------- |
| Équateur Colombie | Brésil Bolivie | Chili Argentine | Uruguay Paraguay | Venezuela Pérou |

### Groupe A
- Date :  13 octobre 2010 - 14 octobre 2010
- Lieu :   Bucaramanga

|  | Finale   |   |
|  |          |   |
|  |          |   |
|  |          |   |
|  | Équateur | 3 |
|  | Équateur | 3 |
|  | Colombie | 2 |
|  | Colombie | 2 |

### Groupe B
- Date :  23 octobre 2010 - 24 octobre 2010
- Lieu :   La Paz

|  | Finale  |   |
|  |         |   |
|  |         |   |
|  |         |   |
|  | Bolivie | 0 |
|  | Bolivie | 0 |
|  | Brésil  | 4 |
|  | Brésil  | 4 |

### Groupe C
- Date :  6 novembre 2010 - 7 novembre 2010
- Lieu :   Mar del Plata

|  | Finale    |   |
|  |           |   |
|  |           |   |
|  |           |   |
|  | Argentine | 2 |
|  | Argentine | 2 |
|  | Chili     | 3 |
|  | Chili     | 3 |

### Groupe D
- Date :  18 décembre 2010 - 19 décembre 2010
- Lieu :   Montevideo

|  | Finale    |   |
|  |           |   |
|  |           |   |
|  |           |   |
|  | Pérou     | 0 |
|  | Pérou     | 0 |
|  | Venezuela | 4 |
|  | Venezuela | 4 |

### Groupe E
- Date :  28 décembre 2010 - 29 décembre 2010
- Lieu :   Lima

|  | Finale   |   |
|  |          |   |
|  |          |   |
|  |          |   |
|  | Uruguay  | 4 |
|  | Uruguay  | 4 |
|  | Paraguay | 0 |
|  | Paraguay | 0 |

## Zone
- Date :  24 novembre 2011 - 27 novembre 2011
- Lieu :   Guatapé

### Équipes participantes
- Équateur (Vainqueur groupe A)
- Brésil (Vainqueur groupe B)
- Chili (Vainqueur groupe C)
- Venezuela (Vainqueur groupe D)
- Uruguay (Vainqueur groupe E)

### Classement
| # | Équipe    | Pts | J  | G  | Gt | Pt | P  | Sp | Sc | Ratio | Pp | Pc | Ratio |
| 1 | Venezuela | 30  | 16 | 11 | 3  | 1  | 1  | 29 | 7  | 4.143 | 0  | 0  |       |
| 2 | Brésil    | 25  | 16 | 8  | 1  | 6  | 1  | 24 | 15 | 1.6   | 0  | 0  |       |
| 3 | Chili     | 25  | 16 | 4  | 5  | 1  | 6  | 19 | 19 | 1     | 0  | 0  |       |
| 4 | Uruguay   | 24  | 16 | 5  | 3  | 1  | 7  | 17 | 19 | 0.895 | 0  | 0  |       |
| 5 | Équateur  | 16  | 16 | 0  | 0  | 3  | 13 | 3  | 32 | 0.094 | 0  | 0  |       |

## Demi-finale de qualification
- Date :  27 avril 2012 - 28 avril 2012
- Lieu :   Maipu

### Équipes participantes
- Chili (2e (3e) Zone)
- Uruguay (3e (4e) Zone)

### Résultat
|  | Finale  |   |
|  |         |   |
|  |         |   |
|  |         |   |
|  | Chili   | 3 |
|  | Chili   | 3 |
|  | Uruguay | 2 |
|  | Uruguay | 2 |

## Finale de qualification
- Date :  2 juin 2012 - 3 juin 2012
- Lieu :   Valencia

### Équipes participantes
- Venezuela (1er Zone)
- Chili (Vainqueur demi-finale)

### Résultat
|  | Finale    |   |
|  |           |   |
|  |           |   |
|  |           |   |
|  | Venezuela | 4 |
|  | Venezuela | 4 |
|  | Chili     | 0 |
|  | Chili     | 0 |

## Finale continentale
- Date :  23 juin 2012 - 24 juin 2012
- Lieu :   Valencia

### Équipes participantes
- Venezuela (Vainqueur Finale de qualification)
- Brésil (2e Zone)

### Résultat
|  | Finale    |   |
|  |           |   |
|  |           |   |
|  |           |   |
|  | Venezuela | 1 |
|  | Venezuela | 1 |
|  | Brésil    | 3 |
|  | Brésil    | 3 |

## Classement final
| Finale continentale          | V  | Brésil                                    | qualifié pour la finale mondiale                                   |
| Finale continentale          | P  | Venezuela                                 | qualifié pour les Jeux olympiques                                  |
| Finale de qualification      | P  | Chili                                     | qualifiés pour le tournoi international de qualification olympique |
| Demi-finale de qualification | P  | Uruguay                                   | qualifiés pour le tournoi international de qualification olympique |
| Phase de zone                | 5e | Équateur                                  |                                                                    |
| Phase de sous-zone           | P  | Argentine Bolivie Colombie Paraguay Pérou |                                                                    |